# Norrfjärdens IF
Norrfjärdens IF är en idrottsförening från Norrfjärden i Piteå kommun i Norrbottens län. Föreningen bildades 1921 och utövar fotboll, handboll och längdskidåkning. Herrlaget i fotboll spelade 1968-1973 i division III, som då utgjorde den tredje högsta divisionen. Säsongen 2021 hade föreningen damlag ("FC Norrsken") och ungdomslag i spel men inget herrlag. Skidsektionen förfogar över elupplysta spår.